# Джокай, Энвер
Энве́р Джока́й (англ. Enver Gjokaj, род. 12 февраля 1980) — американский актёр.

## Биография
Джокай родился в Ориндже, Калифорния, в семье албанца и американки. В 2005 году он закончил со степенью бакалавра Нью-Йоркский университет и вскоре начал свою карьеру на телевидении.
В 2009—2010 годах, Джокай исполнял одну из главных ролей в сериале Джосса Уидона «Кукольный дом», который был закрыт после двух сезонов. Он после кратко появился в фильме Уидона «Мстители», а также был гостем в таких сериалах как «Сообщество», «Гавайи 5.0», «До смерти красива», «Декстер», «Закон и порядок: Специальный корпус» и «Ходячие мертвецы», а также в 2013 году имел второстепенные роли в «Вегас» и «Ведьмы Ист-Энда». В 2014 году он также появился в «За пределами». Также он появился в фильме 2012 года «Что бы вы сделали…», а весной 2013 года снялся в пилоте ABC «Убийство на Манхэттене» с Энни Поттс, который не был заказан для осеннего сезона.
В 2014—2015 годах Джокай исполнял одну из основных ролей в сериале ABC «Агент Картер».

## Фильмография

### Фильмы
| Год  | Название на русском | Название на английском | Роль          | Примечания             |
| ---- | ------------------- | ---------------------- | ------------- | ---------------------- |
| 2008 | Испытание           | Spinning Into Butter   | Грег Салливан |                        |
| 2008 | Экспресс            | The Express            | Дэйв Сэретт   |                        |
| 2008 | На крючке           | Eagle Eye              | Пилот         |                        |
| 2009 |                     | Tale of the Tribe      | Михей         |                        |
| 2010 | Стоун               | Stone                  | Молодой Джек  |                        |
| 2012 | Мстители            | The Avengers           | Коп           | Камео                  |
| 2012 | Что бы вы сделали…  | Would You Rather       | Лукас         |                        |
| 2013 |                     | A Likely Story         | Джордж        | Короткометражный фильм |
| 2014 |                     | Lust for Love          | Джейк         |                        |

### Телевидение
| Год       | Название на русском                   | Название на английском            | Роль                                                               | Примечания                                           |
| --------- | ------------------------------------- | --------------------------------- | ------------------------------------------------------------------ | ---------------------------------------------------- |
| 2006      | Книга Даниэля                         | The Book of Daniel                | Дэвид                                                              | 3 эпизода                                            |
| 2006      | Путь к 11 сентября                    | The Path to 9/11                  |                                                                    | Мини-сериал                                          |
| 2006      |                                       | Filthy Gorgeous                   | Мирас                                                              | Пилот                                                |
| 2007      | Отряд «Антитеррор»                    | The Unit                          | Ллойд                                                              | Эпизод: «Binary Explosion»                           |
| 2008      | Закон и порядок: Преступное намерение | Law & Order: Criminal Intent      | Питер                                                              | Эпизод: «Ten Count»                                  |
| 2009      | Забирая Чэнса                         | Taking Chance                     | Капрал Аренц                                                       | Телефильм                                            |
| 2009-2010 | Кукольный дом                         | Dollhouse                         | Виктор                                                             | Регулярная роль, 27 эпизодов                         |
| 2010      | Обмани меня                           | Lie to Me                         | Сержант Джефф Терли                                                | Эпизод: «React to Contact»                           |
| 2010      | Преследование                         | Chase                             | Карсон Пакетт                                                      | Эпизод: «Havoc»                                      |
| 2010      | Под прикрытием                        | Undercovers                       | Новак                                                              | Эпизод: «Funny Money»                                |
| 2011      |                                       | Eden                              | Эдди                                                               | Пилот                                                |
| 2011      | Сообщество                            | Community                         | Лукка                                                              | Эпизод: «Custody Law and Eastern European Diplomacy» |
| 2011      | В поле зрения                         | Person of Interest                | Лазло                                                              | Эпизод: «Witness»                                    |
| 2012      | Гавайи 5.0                            | Hawaii Five-0                     | Марку                                                              | Эпизод: «Pa Make Loa»                                |
| 2012      | До смерти красива                     | Drop Dead Diva                    | Рэдфорд                                                            | Эпизод: «Lady Parts»                                 |
| 2012      | Декстер                               | Dexter                            | Виктор Басков                                                      | Эпизоды: « Are You…?» и «Argentina»                  |
| 2012      | Сделано в Джерси                      | Made in Jersey                    | Тони                                                               | 4 эпизода                                            |
| 2013      | Закон и порядок: Специальный корпус   | Law & Order: Special Victims Unit | Майкл Прово                                                        | Эпизод: «Beautiful Frame»                            |
| 2013      | Вегас                                 | Vegas                             | Томми Стоун                                                        | 5 эпизодов                                           |
| 2013      | Убийство на Манхэттене                | Murder in Manhattan               | Джек                                                               | Пилот                                                |
| 2013      | Ходячие мертвецы                      | The Walking Dead                  | Пит                                                                | Эпизод: «Dead Weight»                                |
| 2013      | Ведьмы Ист-Энда                       | Witches of East End               | Майк                                                               | 4 эпизода                                            |
| 2014      | За пределами                          | Extant                            | Гласс                                                              | 6 эпизодов                                           |
| 2014-2015 | Агент Картер                          | Agent Carter                      | агент Дэниел Суза                                                  | Регулярная роль                                      |
| 2020      | Агенты «Щ.И.Т.» (7 сезона)            | Agents of S.H.I.E.L.D.            | агент Дэниел Суза                                                  | 10 эпизодов                                          |
| 2021      | Морская полиция: Гавайи               | NCIS: Hawaiʻi                     | Джо Милиус: высокопоставленный офицер ВМС, на тихоокеанском флоте. | Повторяющаяся роль                                   |
| 2022      | Засланец из космоса                   | Resident Alien                    | Джозев                                                             | Эпизод: "Alien Dinner Party"                         |